# Ивонич-Здруй
Иво̀нич-Здруй (на полски: Iwonicz-Zdrój) е град в Югоизточна Полша, Подкарпатско войводство, Кросненски окръг. Административен център е на градско-селската Ивонич-здруйска община. Заема площ от 5,89 км2.

## Население
Според данни от полската Централна статистическа служба, към 1 януари 2014 г. населението на града възлиза на 1 852 души. Гъстотата е 314 души/км2.